# Daniel Martin
Daniel John Martin (Birmingham, 20 agosto 1986) è un ex ciclista su strada irlandese con caratteristiche di scalatore, professionista dal 2008 al 2021. In carriera ha vinto un Giro di Lombardia, una Liegi-Bastogne-Liegi, un Tour de Pologne, una Volta a Catalunya, due tappe al Tour de France, due alla Vuelta a España e una al Giro d'Italia.

## Carriera

### Gli esordi nel ciclismo
Nato a Birmingham, in Inghilterra, Daniel Martin è figlio di Neil Martin, ciclista professionista britannico negli anni ottanta, e di Maria Roche, sorella dell'irlandese Stephen Roche, vincitore di Tour de France e Giro d'Italia, quindi cugino di Nicolas Roche.
Nel 2004 vinse la corsa in linea ai campionati britannici junior, ma successivamente optò per la nazionalità irlandese. Dal 2005 al 2007 gareggiò tra i dilettanti con la squadra francese Vélo Club La Pomme Marseille: in quel triennio vinse due tappe al Giro della Valle d'Aosta, piazzandosi secondo nella generale della corsa nel 2006, e una tappa e la classifica generale del Tour des Pays de Savoie; ottenne anche alcuni piazzamenti tra i primi dieci al Ronde de l'Isard d'Ariège, dimostrando buone qualità di scalatore, e un secondo posto di tappa al Giro della Toscana Under-23.
Dopo aver rifiutato una prima offerta nel 2006, nel giugno del 2007 firmò un contratto professionistico con la squadra statunitense Team Slipstream, e già nel finale di stagione poté gareggiare come stagista insieme ai pro.

### 2008-2010: i primi anni nel professionismo
Confermato per la stagione 2008 dalla Slipstream (divenuta durante l'anno, per ragioni di sponsor, Garmin), poté debuttare ufficialmente da professionista. Nel giugno del 2008, dopo un ottavo posto al GP Internacional CTT Correios de Portugal, prese parte alla Route du Sud con ambizioni di vittoria, trovando il percorso montagnoso adatto alle sue caratteristiche. Sesto nella cronometro con percorso collinare, conquistò la vetta della classifica generale grazie al quarto posto a Luchon-Superbagnères e si impose nella classifica finale davanti al francese Christophe Moreau. Una settimana più tardi divenne campione d'Irlanda in linea, mentre in settembre concluse in quarta posizione il Tour of Britain.

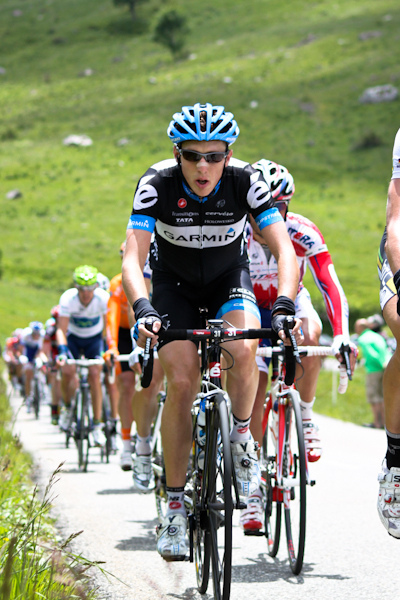
Daniel Martin in azione al Critérium du Dauphiné 2011.

Nella primavera del 2009 coglie alcuni piazzamenti di rilievo: il terzo posto al Tour Méditerranéen (ma migliore dei giovani) e il secondo posto, alle spalle del solo Alejandro Valverde, nella graduatoria generale della Volta Ciclista a Catalunya, unitamente a due podi di tappa. Nella seconda parte di stagione è invece quinto al Grand Prix de Ouest-France e ottavo al Giro di Lombardia. L'anno successivo, dopo una primavera priva di vittorie, coglie diversi risultati tra luglio e agosto: durante tale bimestre si piazza infatti terzo al Brixia Tour, per poi vincere una tappa e la classifica finale del Tour de Pologne, corsa del calendario mondiale UCI, e la semiclassica italiana Tre Valli Varesine. In ottobre si classifica quindi secondo al Giro dell'Emilia e primo nella Japan Cup, portando a quattro il computo di trionfi stagionali.

### 2011-2012: i piazzamenti nelle classiche
Nel marzo 2011 ottiene, come già nel 2009, il secondo posto finale alla Volta Ciclista a Catalunya. È però nella seconda parte di stagione che riesce a cogliere i migliori risultati: in giugno vince infatti il Giro di Toscana in volata ristretta e si piazza secondo ai campionati nazionali in linea, mentre in agosto si aggiudica una tappa al Tour de Pologne e poi la nona frazione della Vuelta a España, quella con l'arrivo in salita a La Covatilla (concluderà le due corse rispettivamente al secondo e al tredicesimo posto). In ottobre si classifica infine terzo al Memorial Marco Pantani e secondo al Giro di Lombardia, una delle cinque "classiche monumento", battuto dal solo Oliver Zaugg.
Nella stagione 2012, sempre in maglia Garmin, ottiene il quarto posto alla Volta Ciclista a Catalunya; in quella stessa primavera partecipa anche alle classiche delle Ardenne, cogliendo il sesto posto nella Freccia Vallone e il quinto nella Liegi-Bastogne-Liegi. Gareggia quindi per la prima volta al Tour de France – conclude trentacinquesimo – e alla prova in linea dei Giochi olimpici di Londra, nella quale termina novantesimo. In chiusura di stagione è quarto, e miglior scalatore, al Tour of Beijing, e secondo alla Japan Cup.

### 2013-2015: le vittorie alla Liegi e al Lombardia

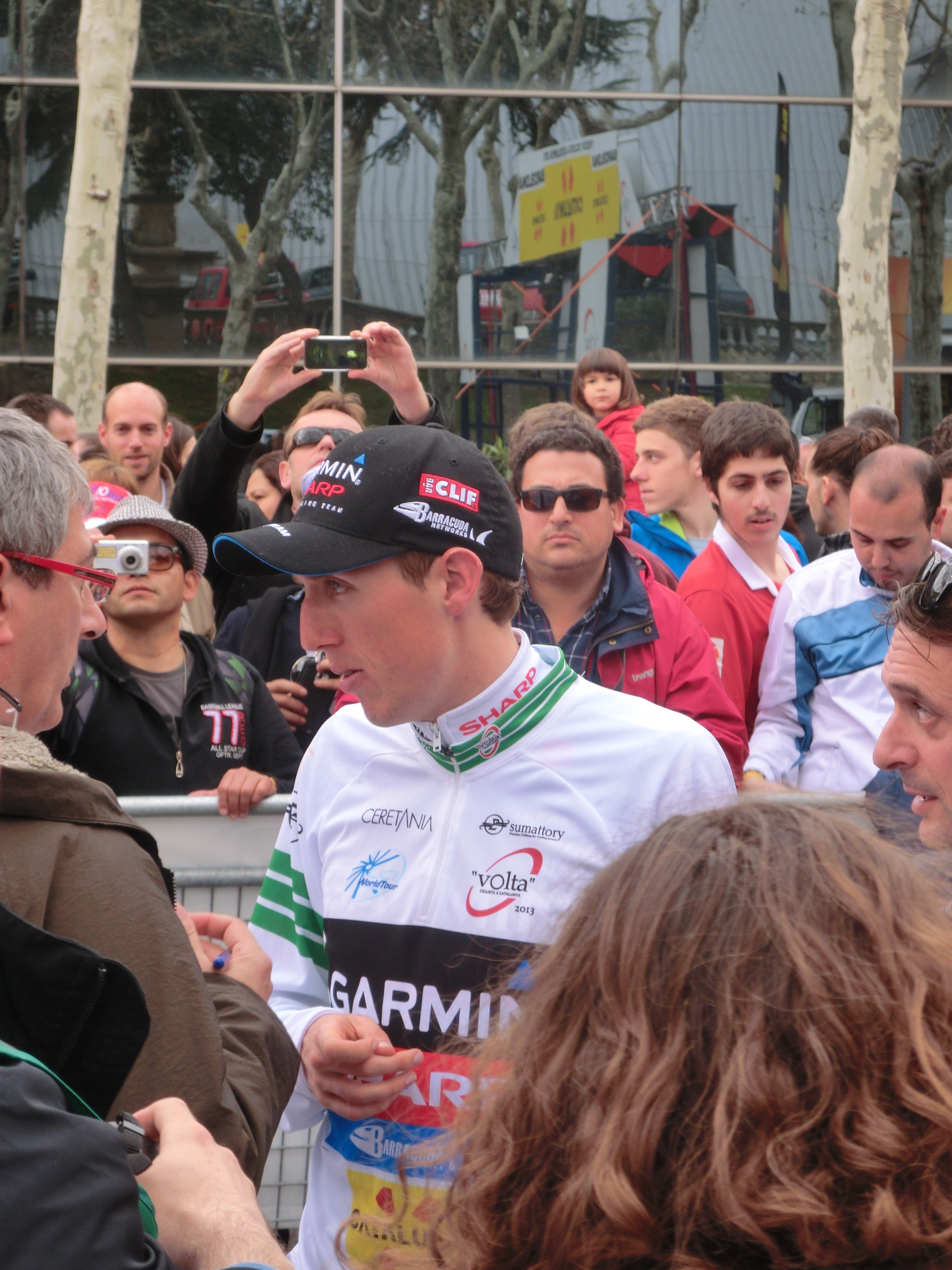
Martin vincitore della Volta Ciclista a Catalunya 2013.

Nel marzo 2013 si aggiudica una tappa e la classifica finale della Volta Ciclista a Catalunya, centrando finalmente il successo nella gara catalana. In aprile si piazza quarto alla Freccia Vallone, e quattro giorni dopo vince la Liegi-Bastogne-Liegi, la decana delle classiche monumento, giungendo solo all'arrivo dopo aver staccato lo spagnolo Joaquim Rodríguez nell'ultima salita. Dopo aver partecipato al Tour de Suisse, in luglio riesce a imporsi nella tappa di Bagnères-de-Bigorre al Tour de France, battendo in una volata a due Jakob Fuglsang. Nel finale di stagione si piazza quarto al Giro di Lombardia e secondo nella classifica generale del Tour of Beijing. I risultati ottenuti, comprese le quattro vittorie, gli valgono il sesto posto nella graduatoria individuale World Tour 2013.
Nella primavera del 2014, ancora tra le file della Garmin-Sharp, si piazza secondo nella Freccia Vallone alle spalle di Alejandro Valverde. Pochi giorni dopo, alla Liegi-Bastogne-Liegi, cade all'ultima curva mentre si trovava in testa alla corsa, e conclude solo trentanovesimo; successivamente, a seguito di un'altra caduta, si ritira dal Giro d'Italia. Tra agosto e settembre si classifica terzo al Tour de l'Ain e settimo alla Vuelta a España, con un secondo posto in volata nella frazione di Arcos de la Frontera vinta da Michael Matthews. Il 5 ottobre dello stesso anno si aggiudica quindi il 108º Giro di Lombardia precedendo Valverde e Rui Costa grazie a un attacco portato a 600 metri dall'arrivo di Bergamo. Chiude la stagione con un successo di tappa e il secondo posto generale al Tour of Beijing, e con la nona piazza individuale nel World Tour.
Nel 2015, con la nuova maglia Cannondale (ex Garmin), non ottiene vittorie. In stagione si piazza terzo in una tappa della Volta Ciclista a Catalunya (decimo in classifica generale), settimo al Critérium du Dauphiné e due volte secondo di tappa al Tour de France, anche se lontano dai migliori in classifica; a fine agosto è inoltre secondo nella frazione della Vuelta a España con arrivo sulla Sierra de Cazorla, ritirandosi però due giorni dopo, nell'ottava tappa (quando era terzo nella graduatoria generale), a causa di una caduta.

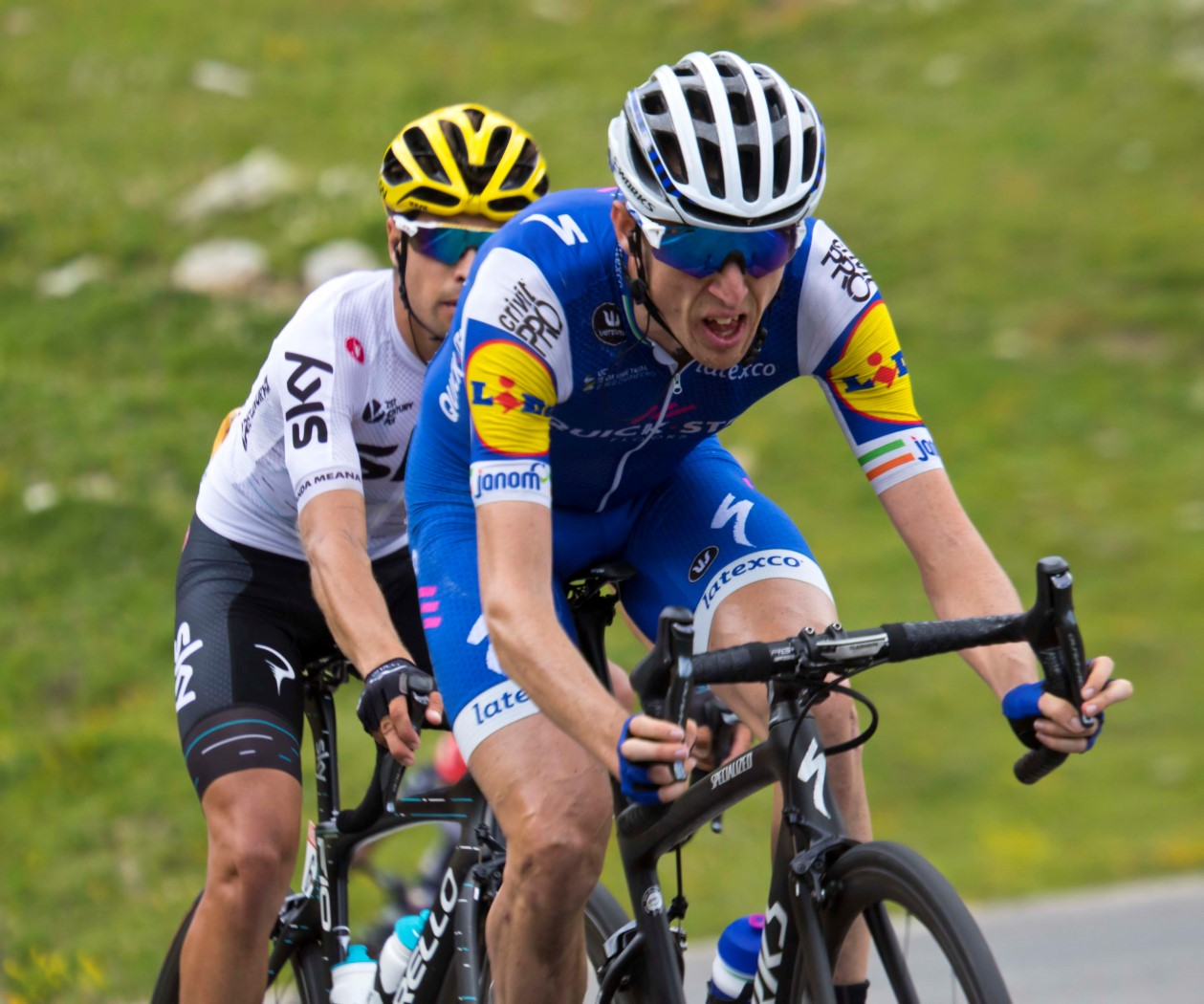
Martin in azione mentre affronta una discesa del Tour de France 2017.

### 2016-2017: il biennio alla Etixx/Quick Step
Nel 2016 passa alla Etixx-Quick Step. Inizia la stagione vincendo due tappe di montagna con arrivo in salita, una alla Volta a la Comunitat Valenciana e una alla Volta Ciclista a Catalunya. A giugno è terzo al Critérium du Dauphiné e si presenta al Tour de France in buona forma. Dimostra di avere buona gamba già sui Pirenei, dove è spesso il primo a rispondere alle progressioni di Chris Froome e ad animare la corsa con diversi scatti come sul Peyresourde o sulla salita di Andorra. Proprio sui Pirenei giunge secondo dietro al britannico al traguardo di Bagnères-de-Luchon; conclude la corsa francese al nono posto. Tra agosto e settembre è quindi tredicesimo nella prova in linea dei Giochi olimpici a Rio de Janeiro, e terzo nella tappa di Kendal al Tour of Britain.
A inizio 2017, in maglia Quick Step, ottiene buoni risultati: è infatti quinto alla Volta a la Comunitat Valenciana, sesto alla Volta ao Algarve, aggiudicandosi la frazioni con traguardo sull'Alto da Fóia, terzo alla Parigi-Nizza e quinto alla Volta Ciclista a Catalunya; conclude la sua primavera con due secondi posti nella Freccia Vallone e nella Liegi-Bastogne-Liegi, in entrambi i casi battuto da Alejandro Valverde. Rientrato alle gare in giugno al Critérium du Dauphiné, si piazza secondo nell'ultima tappa, risalendo al terzo posto nella classifica finale della corsa. Nel mese seguente al Tour de France ottiene due podi di tappa, tra cui un secondo posto alla Planche des Belles Filles, e chiude sesto in classifica generale, suo miglior piazzamento in carriera alla Grande Boucle, nonostante due piccole fratture alle vertebre rimediate in una caduta. Conclude la stagione con piazzamenti fuori dalle Top 10.

### 2018-2019: il biennio alla UAE Emirates

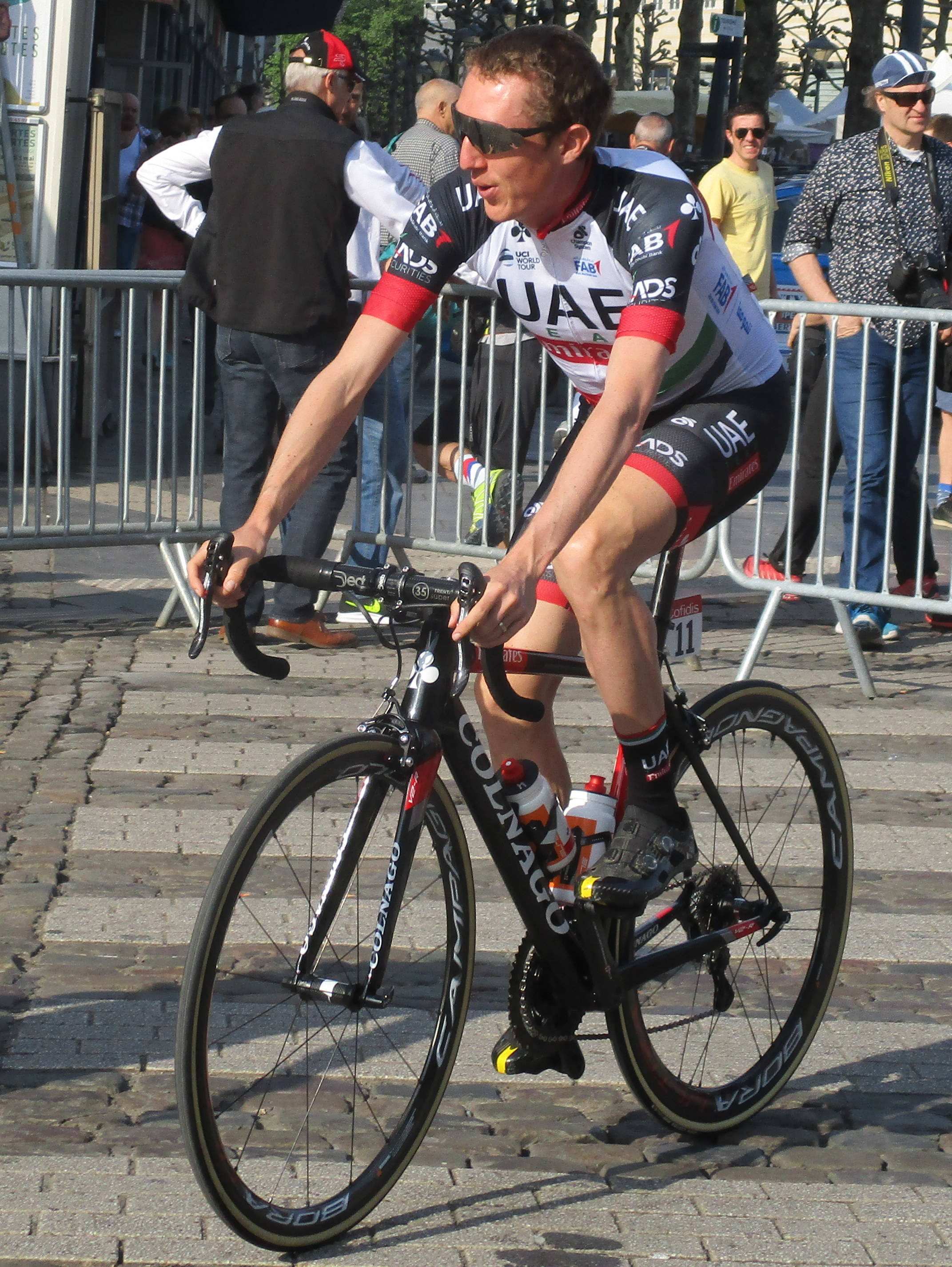
Martin alla partenza della Liegi-Bastogne-Liegi 2018.

A inizio 2018, firmando un contratto biennale, si trasferisce alla UAE Emirates con la prospettiva di essere capitano al Tour de France. Dopo un inizio di stagione sotto le aspettative, torna al successo al Critérium du Dauphiné, che conclude al quarto posto in classifica. Successivamente vince la sesta tappa del Tour de France, con traguardo sull'impegnativo strappo del Mûr-de-Bretagne, scattando a 1,2 km dalla conclusione e contenendo il ritorno del gruppo dei migliori; conclude la corsa francese all'ottavo posto della classifica, ricevendo anche il premio di supercombattivo della corsa. Successivamente prende il via della Vuelta a España per aiutare il compagno Fabio Aru e cercare di vincere una tappa, ma si ritira al termine della nona tappa in quanto è imminente la nascita delle sue due figlie gemelle. Chiude la stagione con il nono posto al Giro di Lombardia.
A inizio 2019 si classifica quarto alla Volta a la Comunitat Valenciana, settimo allo UAE Tour e secondo, grazie al secondo posto nell'ultima frazione, all'Itzulia Basque Country; non ottiene invece risultati nelle classiche delle Ardenne. Dopo l'ottavo posto al Critérium du Dauphiné, partecipa al Tour de France con ambizioni di classifica ma, dopo essersi staccato dai migliori sia sui Pirenei che sulle Alpi, conclude solo diciottesimo nella graduatoria finale. Nelle gare tra agosto e ottobre ottiene infine come miglior risultato il quinto posto al Gran Piemonte. A fine anno è ufficiale il suo trasferimento alla Israel Start-Up Nation, nuova formazione World Tour.

### 2020-2021: Israel Start Up Nation
Il 26 maggio 2021 vince per distacco la diciassettesima tappa di montagna del Giro d'Italia Canazei - Sega di Ala, dopo una lunga fuga dapprima insieme ad alcuni corridori e poi in solitaria.

## Palmarès
- 2006 (Vélo Club La Pomme Marseille, Under-23)

6ª tappa Giro della Valle d'Aosta
- 2007 (Vélo Club La Pomme Marseille, Under-23)

2ª tappa Giro della Valle d'Aosta (Châtel > Ville-la-Grand)
4ª tappa Tour des Pays de Savoie (Colle del Glandon)
Classifica generale Tour des Pays de Savoie
- 2008 (Garmin-Chipotle presented by H30, due vittorie)

Campionati irlandesi, Prova in linea
Classifica generale Route du Sud
- 2010 (Garmin-Transitions, quattro vittorie)

5ª tappa Tour de Pologne (Jastrzębie-Zdrój > Ustroń)
Classifica generale Tour de Pologne
Tre Valli Varesine
Japan Cup
- 2011 (Team Garmin-Cervélo, tre vittorie)

Giro di Toscana
6ª tappa Tour de Pologne (Terma Bukovina > Bukowina Tatrzańska)
9ª tappa Vuelta a España (Villacastín > La Covatilla)
- 2013 (Garmin-Sharp, quattro vittorie)

4ª tappa Volta Ciclista a Catalunya (Vall de Camprodon > Port Ainé)
Classifica generale Volta Ciclista a Catalunya
Liegi-Bastogne-Liegi
9ª tappa Tour de France (Saint-Girons > Bagnères-de-Bigorre)
- 2014 (Garmin-Sharp, due vittorie)

Giro di Lombardia
4ª tappa Tour of Beijing (Contea di Yanqing > Mentougou Miaofeng Mountain)
- 2016 (Etixx-Quick Step, due vittorie)

2ª tappa Volta a la Comunitat Valenciana (Castellón de la Plana > Fredes)
3ª tappa Volta Ciclista a Catalunya (Gerona > La Molina)
- 2017 (Quick-Step Floors, una vittoria)

2ª tappa Volta ao Algarve (Lagoa > Alto da Fóia)
- 2018 (UAE Team Emirates, due vittorie)

5ª tappa Critérium du Dauphiné (Grenoble > Valmorel)
6ª tappa Tour de France (Brest > Mûr-de-Bretagne)
- 2020 (Israel Start Up-Nation, una vittoria)

3ª tappa Vuelta a España (Lodosa > La Laguna Negra - Vinuesa)
- 2021 (Israel Start Up-Nation, una vittoria)

17ª tappa Giro d'Italia (Canazei > Sega di Ala)

### Altri successi
- 2009

Classifica giovani Giro del Mediterraneo
- 2012

Classifica scalatori Tour of Beijing
- 2018

Premio della Combattività Tour de France

## Piazzamenti

### Grandi Giri
- Giro d'Italia

2010: 57º
2014: ritirato (1ª tappa)
2021: 10º
- Tour de France

2012: 35º
2013: 33º
2016: 9º
2017: 6º
2018: 8º
2019: 18º
2020: 41º
2021: 40º
- Vuelta a España

2009: 53º
2011: 13º
2013: non partito (8ª tappa)
2014: 7º
2015: ritirato (8ª tappa)
2018: non partito (10ª tappa)
2020: 4º

### Classiche monumento
- Liegi-Bastogne-Liegi

2008: 118º
2009: 99º
2010: 58º
2011: ritirato
2012: 5º
2013: vincitore
2014: 39º
2015: ritirato
2016: 47º
2017: 2º
2018: 18º
2019: ritirato
2020: 11º
- Giro di Lombardia

2009: 8º
2010: ritirato
2011: 2º
2012: 16º
2013: 4º
2014: vincitore
2015: 52º
2016: 48º
2017: 36º
2018: 9º
2019: 18º
2021: 38º

### Competizioni mondiali
- Campionati del mondo

Hamilton 2003 - In linea Juniores: fuori tempo massimo
Verona 2004 - In linea Juniores: 65º
Salisburgo 2006 - In linea Under-23: 65º
Stoccarda 2007 - In linea Under-23: 26º
Varese 2008 - In linea Under-23: 58º
Mendrisio 2009 - In linea Elite: 68º
Copenaghen 2011 - In linea Elite: 90º
Limburgo 2012 - In linea Elite: 33º
Toscana 2013 - In linea Elite: ritirato
Ponferrada 2014 - In linea Elite: 84º
Bergen 2017 - In linea Elite: 26º
Innsbruck 2018 - In linea Elite: ritirato
Yorkshire 2019 - In linea Elite: ritirato
- Giochi olimpici

Londra 2012 - In linea: 90º
Rio de Janeiro 2016 - In linea: 13º
Tokyo 2020 - In linea: 16º

### Competizioni europee
- Campionati europei

Plumelec 2016 - In linea Elite: 13º